# Marek Mika
Marek Mika – polski inżynier informatyk, doktor habilitowany nauk technicznych. Specjalizuje się w badaniach operacyjnych oraz szeregowaniu zadań. Adiunkt w Instytucie Informatyki Wydziału Informatyki Politechniki Poznańskiej.

## Życiorys
Studia z informatyki ukończył na Politechnice Poznańskiej w 1994, gdzie następnie został zatrudniony. Stopień doktorski uzyskał w 2001 na podstawie pracy pt. Zastosowanie algorytmu symulowanego wyżarzania do rozwiązywania dyskretno-ciągłych problemów szeregowania, przygotowanej pod kierunkiem prof. Jana Węglarza. Habilitował się w 2014 na podstawie dorobku naukowego i rozprawy pt. Nowe modele i algorytmy problemu rozdziału zasobów, inspirowane problemami szeregowania zadań w gridach obliczeniowych. Poza macierzystą Politechniką wykłada także jako profesor nadzwyczajny w Państwowej Wyższej Szkole Zawodowej w Lesznie. Członek Polskiego Towarzystwa Informatycznego.
Artykuły publikował w takich czasopismach jak m.in. "European Journal of Operational Research", "Computational Methods in Science and Technology" oraz "Journal of Scheduling".